# パトナ
パトナ（ヒンディー語: पटना, [pəʈ.n̪äː] パトナー; 英語: Patna）は、インドのビハール州の州都である。2011年現在の人口は168万人。

## 歴史
紀元前5世紀ごろ、マガダ国の首都パータリプトラが置かれ、紀元前3世紀にインド亜大陸の大半を統一したマウリヤ朝、紀元後の西暦4世紀成立のグプタ朝の都もあった古代インド世界の中心都市の1つであった。

## 地理

### 気候
雨季は6月から9月であり、雨量の大半がこの時期に集中する。一番暑いのは5月であり、平均最高気温は38℃を超える。
| パトナの気候           | パトナの気候 | パトナの気候 | パトナの気候 | パトナの気候 | パトナの気候 | パトナの気候  | パトナの気候   | パトナの気候   | パトナの気候  | パトナの気候 | パトナの気候 | パトナの気候 | パトナの気候     |
| 月                     | 1月          | 2月          | 3月          | 4月          | 5月          | 6月           | 7月            | 8月            | 9月           | 10月         | 11月         | 12月         | 年               |
| ---------------------- | ------------ | ------------ | ------------ | ------------ | ------------ | ------------- | -------------- | -------------- | ------------- | ------------ | ------------ | ------------ | ---------------- |
| 平均最高気温 °C （°F） | 23.0 (73.4)  | 26.1 (79)    | 32.4 (90.3)  | 37.4 (99.3)  | 38.4 (101.1) | 36.7 (98.1)   | 32.9 (91.2)    | 32.5 (90.5)    | 32.2 (90)     | 31.7 (89.1)  | 28.9 (84)    | 24.6 (76.3)  | 31.4 (88.53)     |
| 平均最低気温 °C （°F） | 9.3 (48.7)   | 11.6 (52.9)  | 16.4 (61.5)  | 22.1 (71.8)  | 25.1 (77.2)  | 26.7 (80.1)   | 26.1 (79)      | 26.1 (79)      | 25.3 (77.5)   | 21.6 (70.9)  | 14.8 (58.6)  | 10.1 (50.2)  | 19.6 (67.28)     |
| 降水量 mm （inch）     | 15.2 (0.598) | 11.1 (0.437) | 11.4 (0.449) | 9.0 (0.354)  | 35.6 (1.402) | 133.5 (5.256) | 302.4 (11.906) | 266.3 (10.484) | 194.7 (7.665) | 24.6 (0.969) | 8.2 (0.323)  | 7.4 (0.291)  | 1,019.4 (40.134) |
| 出典：worldweather.org |              |              |              |              |              |               |                |                |               |              |              |              |                  |

## 交通

### 空港
パトナーの空港は街の中西部にある。滑走路1本、誘導路なしの小さな空港である。

### 鉄道
パトナーは首都デリーと東部の大都市コルカタ（カルカッタ）をカーンプル(Kanpur)、プラヤガラージ（Prayagraj、旧称Allahabad）パンディ・ディーンデヤル・アッパダーヤ駅 (Pt. Deen Dayal Upadhyaya、宗教都市ヴァーラーナシー（Varanasi）近郊の街、旧称　Mughalsarai）、アサンソル（Asansol）経由で結ぶ重要幹線上に位置し、日中はもちろん深夜時間帯も多数の列車が発着する鉄道の要衝である。長距離列車が多数発着する中心となる駅は パトナー・ジャンクション駅（Patna Junction、パトナー駅）であるが、他のインドの大都市の駅同様ターミナル駅の分散化が進められている。コルカタまでの距離は約500㎞、デリーは約1,000㎞、アラビア海沿岸の西部の大都市ムンバイまでは約1,800㎞。
西ベンガル州の北西端にあるアサンソル（Asansol）からパンディ・ディーンデヤ駅ルまでの路線はガンジス川に沿うパトナー経由のものと、ジャールカンド州北端をなぞりながら同州ダンバード（Dhanbad）、ビハール州ガヤー（Gaya、仏教聖地ブッダガヤ近郊の街）を経由するものに分かれており、歴史的にはパトナー経由が古いが距離はダンバード、ガヤー経由の方が短くコルカタ発着の列車はどちらの経由でも多数運転されている。
パトナー・ジャンクション駅（Patna Junction、国鉄略称PNBE）は1862年開業の古い駅でインド各地へ向かう列車が設定されている。デリーとコルカタを結ぶラージダーニー急行（Rajdhani Express）などが停車する。ビハール州内もう一つの鉄道の要衝であるガヤーとの間を結ぶ列車も運転されている。この駅の東隣にあるラジェンドラ・ナガル駅 (Rajendra Nagar Terminal、国鉄略称RJPB)は2003年に開業した新しい駅。デリーと各地を結ぶラージーダニー急行のうち、デリーとパトナー間の便はパトナー駅にも停車するが東隣の当駅発着で運転される。ダナプル・ジャンクション駅（Danapur Junction、国鉄略称DNR）はパトナー駅の西にある駅でこの駅もデリーとコルカタを結ぶ幹線上にある。長距離急行列車ではパトナー駅などの他の駅に停車して当駅は通過するという列車が多いが、一部の急行列車は当駅発着で運転される。後述の2016年開業の鉄道道路併用橋へは当駅もしくはパトナー駅からのデルタ線を経由して向かう配線になっている。
ソンプル・ジャンクション駅（Sonpur Junction、国鉄略称SEE）とハジプル・ジャンクション駅（Hajipur Junction、国鉄略称HJP）はガンジス川右岸側に広がるパトナー市街地に対して対岸（左岸側）にある2駅で極東部の各州に向かう列車はこの駅を経由することが多い。特にハジプル駅の方はアッサム州とデリーを結ぶラージダニー急行の一部が停車する。西側はチャップラ(Chapra)ないし、ラクナウ付近まで大河の左岸を走るルートが多かったが、2016年にソンプル駅のすぐ西方でガンジス川を渡り、パトナー市街地とを結ぶ鉄道道路併用橋Digha–Sonpur Bridgeが開通し新たなルートが増えている。
パトリプトラ駅（Patliputra、国鉄略称PPTA）は前述の鉄道道路併用橋のパトナー側（右岸側）にある駅で2015年に開業した。市街地の西に位置する。2016年の橋の開通により、パトナー市街地の各駅を通ってから下流側の橋を使って川を渡っていた列車の一部が当駅経由に変更され、デリーやムンバイなどを発着する一部の急行列車が停車するようになった。アッサムとデリーを結ぶラジダニエクスプレスでも、ソンプルとハジプルの両駅は通過する代わりに当駅に停車するという列車が設定されている。

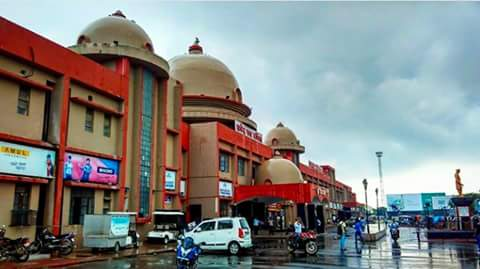
ラジェンドラナガル駅
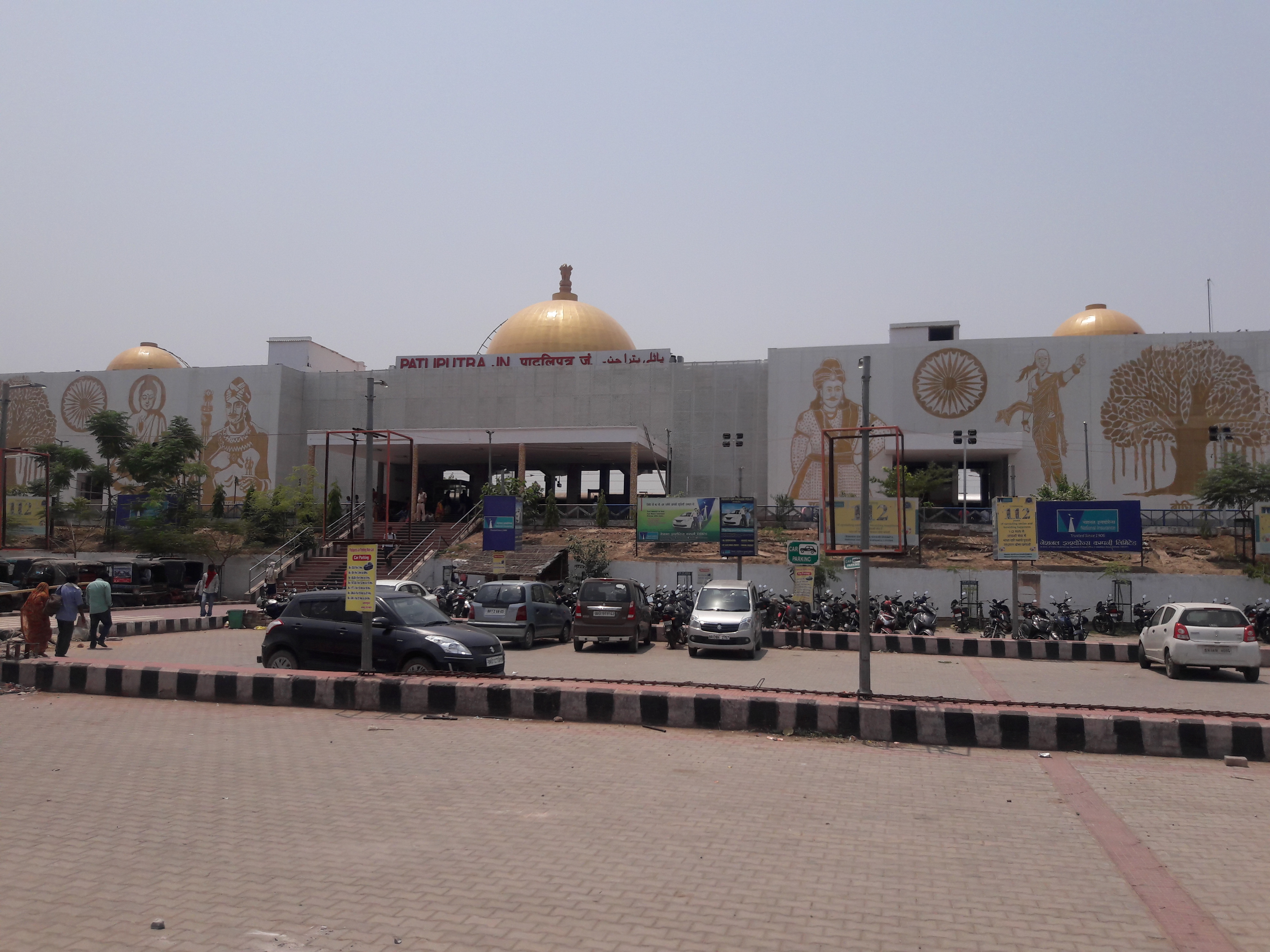
パトリプトラ駅
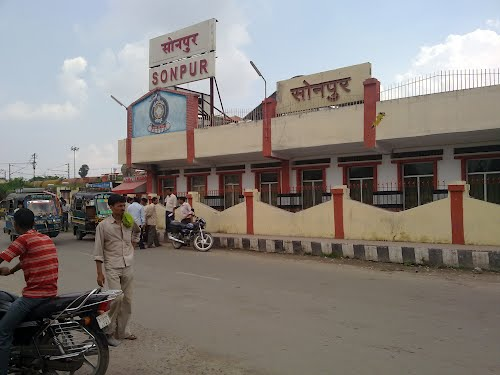
川の対岸に位置するソンプル駅

### バス
ネパールの首都カトマンズとの間にバスが多く走っている。